# Gare de Broye
Gare de Broye vasútállomás Franciaországban, Broye településen.

## Vasútvonalak
Az állomást az alábbi vasútvonalak érintik:
- Nevers-Chagny-vasútvonal

## Kapcsolódó állomások
A vasútállomáshoz az alábbi állomások vannak a legközelebb: